# June Osborne
June Osborne (* 10. Juni 1953 in Manchester) ist eine britische anglikanische Geistliche. Von 2017 bis 2022 amtierte sie als Bischöfin der Diözese Llandaff in der Church in Wales.

## Leben
Osborne studierte zunächst Rechtswissenschaft, machte dann einen Abschluss in Soziologie und arbeitete für die evangelikale Universities and Colleges Christian Fellowship. Erst danach studierte sie anglikanische Theologie am St John’s College in Nottingham und an Wycliffe Hall in Oxford. Als eine der ersten Frauen in der Church of England wurde sie 1987 zur Diakonin und 1994 zur Priesterin geweiht. Danach arbeitete sie als Canon Treasurer an der Kathedrale von Salisbury. Von 2004 bis 2017 war sie dort Dekanin (Dean of Salisbury). Sie gehörte der Generalsynode der Church of England an und gründete ein Programm zur Frauenförderung in der Kirche.
Osborne wurde im April als Nachfolgerin von Barry Morgan zur Bischöfin der Diözese Llandaff ernannt und empfing im Juli 2017 ihre Bischofsweihe. Im November 2021 beschuldigte Gerwyn Capon, der Dean of Llandaff, die Bischöfin des Mobbing (bullying). Es kam zu weiteren Vorwürfen und der Forderung nach einer Absetzung der Bischöfin, die aber im April 2022 vom Disziplinartribunal der Church in Wales zurückgewiesen wurden. In der Folge zog Capon seine Vorwürfe zurück und legte sein Amt nieder. Im Herbst 2022 gab Osborne bekannt, dass sie zum 30. November, wenige Monate vor Erreichen der regulären Altersgrenze, in den Ruhestand gehen werde.
Osborne ist mit dem Barrister Paul Goulding verheiratet und hat zwei Kinder.
Von 2006 bis 2017 amtierte sie als Deputy Lieutenant von Wiltshire.